# Anuphong Kanyalang
Anuphong Kanyalang (thailändisch อนุพงษ์ กันยาลัง; * 28. Mai 2000) ist ein thailändischer Fußballspieler.

## Karriere
Anuphong Kanyalang stand von mindestens 2019 bis Ende August 2022 beim Drittligisten Pluakdaeng United FC unter Vertrag. Der Verein aus Rayong spielte 2019 in der vierten Liga, der Thai League 4. Nach dem zweiten Spieltag der Saison 2020 wurde die Liga wegen der COVID-19-Pandemie unterbrochen. Während der Unterbrechung wurde vom thailändischen Verband beschlossen, dass nach Wiederaufnahme des Spielbetriebs die dritte- und vierte Liga zusammengelegt werden. Rayong startete fortan in der dritten Liga. Hier trat man in der Eastern Region an. Von Februar 2020 bis Mai 2020 wurde er an den Ligakonkurrenten Banbueng FC nach Chonburi ausgeliehen. Nach Vertragsende in Rayong wechselte er im Sommer 2022 zum Drittligaaufsteiger Rasisalai United FC. Für den Verein, der in der Provinz Sisaket beheimatet ist, bestritt er 18 Ligaspiele in der North/Eastern Region. Zu Beginn der Saison 2023/24 unterschrieb er Anfang August 2023 einen Vertrag beim Zweitligisten Customs United FC. Sein Zweitligadebüt gab Anuphong Kanyalang am 7. Oktober 2023 (9. Spieltag) im Auswärtsspiel gegen den Krabi FC. Bei dem 1:1-Unentschieden wurde er in der 24. Minute für Boubacar Koné eingewechselt. Am Ende der Saison 2023/24 belegte er mit dem Klub den vorletzten Tabellenplatz und musste somit in die dritte Liga absteigen. Nach dem Abstieg verließ er den Verein und schloss sich im Juli 2024 dem Drittligisten Thap Luang United FC an. Mit dem Verein aus der Provinz Nakhon Pathom spielt er in der Western Region der Liga.